# Miguel Román Valdivia
Miguel Román Valdivia (Cocachacra, 8 de agosto de 1961) es un político y contador peruano. Fue alcalde del distrito de Cocachacra y de la Provincia de Islay. Se desempeñó como secretario general regional del partido político Acción Popular entre el 2013-2015.

## Biografía
Nació en Cocachacra, Islay, Arequipa. Hizo sus estudios primarios en la Escuela de Varones 965 y secundarios en el Colegio Nacional Mariano Eduardo de Rivero y Ustariz, posteriormente, culminó sus estudios de Contabilidad en la Universidad Católica de Santa María.
En 1995 fue elegido alcalde de Cocachacra.
En 1998 asumió la alcaldía de Islay y reelegido por tres periodos.
En 2016 fue elegido congresista de la república representado a Arequipa en las elecciones generales por el partido político Acción Popular para el periodo 2016-2021. Tras la disolución del Congreso decretado por el presidente Vizcarra su cargo congresal llegó a su fin el 30 de septiembre de 2019.